# Eataly
Eataly est une chaîne italienne de magasins de produits alimentaires, dont le siège social se trouve à Alba, dans la province de Coni, au Piémont.

## Historique
Fondée en 2004 par Oscar Farinetti, propriétaire d’UniEuro (it), Eataly a ouvert son premier point de vente au Lingotto, à Turin, en janvier 2007.
L'idée originale était de structurer un réseau de petits producteurs de la région piémontaise afin d'alimenter le magasin turinois. À présent, 3 000 PME artisanales fournissent l'aire de restauration.
Le seul magasin en France est situé dans le quartier du Marais, à Paris, entre la place des Émeutes-de-Stonewall et la rue Sainte-Croix-de-la-Bretonnerie (4e arrondissement). Il a ouvert en avril 2019. Le Groupe Galeries Lafayette détient cette franchise exclusive en France.

## Concept
Le lieu s'apparente à un grand magasin associé à une/des aire(s) de restauration, où l'on peut acheter des produits frais ou d'épicerie italiens, déguster des plats et apprendre à les réaliser. Ce concept commercial devient le symbole du soft power italien.
En Italie, Eataly compte dix huit points de vente[réf. nécessaire]. L’entreprise possède également trente neuf boutiques dans treize pays dont Paris, New York, Sao Paulo, Toronto, Moscou, Séoul....[réf. nécessaire]
Le MSC Preziosa et le MSC Divina de MSC Croisières possèdent également les quatre premiers restaurants Eataly à bord d'un navire de croisières. Le MSC Meraviglia possède aussi un restaurant Eataly embarqué.[réf. nécessaire]